# 변장호
변장호(卞張鎬, 1939년 4월 27일~2022년 2월 25일)는 대한민국의 영화 감독이다.
경기도 이천에서 출생하였다. 한양대학교 연극영화과를 졸업하고, 1963년 《태양은 내 것이다》로 데뷔하였다.
전반에는 주로 이조 말엽의 반상(班常)제도에 따른 비련(悲戀)을 다루었고, 후반 작품들에서는 대개 현대 사회의 어두운 여성상을 다루었다. 1968년 청룡상 신인상을 수상하였고, 《홍살문》으로 1973년에 아시아 영화제 감독상, 1975년에는 한국연극영화예술상 감독상을 수상하였고, 또 제33회 아시아·태평양 영화제에서 《감자》로 심사위원 특별상, 제23회 한국백상예술대상에서는 《이브의 건넌방》으로 감독상을 수상하였다.

## 수상 및 서훈
- 1971년 제8회 청룡영화상 신인감독상 《여자가 화장을 지울 때》
- 1973년 제19회 아시아태평양영화제 감독상 《홍살문》[2]
- 1975년 제11회 백상예술대상 영화부문 감독상 《망나니》
- 1976년 제22회 아시아태평양영화제 감독상 《보통 여자》
- 1984년 제20회 백상예술대상 영화부문 감독상 《사랑 그리고 이별》
- 1987년 제23회 백상예술대상 영화부문 감독상 《이브의 건넌방》
- 2006년 보관문화훈장[3]